# Kuklov (okres Senica)
Kuklov (německy Kuchelhof, maďarsky Kukló) je obec na Slovensku v okrese Senica. Žije zde 789 obyvatel. Nejstarší písemný doklad o obci pochází z roku 1394.
V obci stojí římskokatolický klasicistní kostel svatého Štěpána Krále. Jeho jádro pochází z roku 1330, na konci 18. století jej přestavěli.

## Osobnosti obce
- Juraj Papánek (1. dubna 1738 – 11. dubna 1802).
- Andrej Žarnov, vlastním jménem prof. MUDr. František Šubík, (19. listopadu 1903 – 16. březen 1982), básník katolické moderny
- Martin Málik (1750 Kuklov – 1803 Myjava), katolický farář a děkan.[2]